# Olimpíada Nacional de Ciências
A Olimpíada Nacional de Ciências (ONC) é uma Olimpíada de Conhecimento realizada em escolas de todo o Brasil, voltada aos estudantes do ensino fundamental e do ensino médio.
Atualmente é organizada pela Universidade Federal do Piauí, com realização do Ministério da Ciência, Tecnologia e Inovação. A olimpíada, interdisciplinar, foi criada com o objetivo de estimular o interesse pelo estudo das ciências naturais e humanas, além de identificar estudantes talentosos nas áreas envolvidas, premiando-os com medalhas de ouro, prata e bronze, e certificados de menção honrosa, e aproximar instituições de ensino superior com as de ensino fundamental e médio.
É uma das principais Olimpíadas de Conhecimento do país, sendo realizada todos os anos desde 2016 e envolvendo milhões de estudantes em suas últimas edições.

## Estrutura
Em sua estrutura atual, a Olimpíada Nacional de Ciências é uma competição organizada em duas fases:
- Primeira Fase: esta etapa consiste em uma prova objetiva, realizada de forma on-line ou presencial, contendo 20 (vinte) questões, a serem realizadas num intervalo de 2 horas, que abordam conhecimentos sobre Astronomia, Física, Biologia, Química e História. Todos os estudantes inscritos participam desta etapa, que é classificatória e não interfere na premiação.
- Segunda Fase: esta etapa é composta por uma prova aberta, que contém uma parte teórica e uma parte experimental, sendo esta última opcional (até 2024, a parte experimental não havia ocorrido em nenhuma edição). A parte teórica é composta por 10 (dez) questões subjetivas, abordando os mesmos conteúdos da primeira fase. A parte experimental, mesmo ainda não tendo ocorrido, é composta por 3 (três) questões, valendo 40% da nota da Segunda Fase. Todas as questões são feitas num intervalo de 2 horas, assim como na Primeira Fase. Os estudantes inscritos que tiverem o melhor desempenho na Primeira Fase participam desta etapa, cuja pontuação define as premiações.

Sua participação está organizada em níveis, separados por ano escolar. Desde 2025, a organização dos níveis é a seguinte:
- Nível Kids: 3º ao 5º ano do Ensino Fundamental;
- Nível A: 6º e 7º ano do Ensino Fundamental;
- Nível B: 8º e 9º ano do Ensino Fundamental;
- Nível C: 1ª série do Ensino Médio;
- Nível D: 2ª série do Ensino Médio;
- Nível E: 3ª série do Ensino Médio e 4ª série do Ensino Técnico.

## Premiação
A Olimpíada Nacional de Ciências premia os estudantes com melhor desempenho na segunda fase com medalhas de ouro, prata e bronze, além de premiar com certificados de menção honrosa os estudantes que obtiverem um desempenho pelo menos 50% na prova da segunda etapa da olimpíada.
Além das premiações, que normalmente são enviadas por correio às escolas participantes, a Olimpíada, em parceria com o MCTI, também organiza uma solenidade anual de premiação, atualmente na sede do ministério, em Brasília. Os melhores estudantes em cada nível (Kids, A, B, C, D e E) são convidados a comparecerem nessa cerimônia, na qual também são entregues prêmios especiais para as melhores estudantes meninas de escola pública, o melhor estudante de escola pública, entre outros critérios, a depender do regulamento.
O estudante de melhor desempenho em cada nível também ganha uma viagem ao Centro de Lançamento de Alcântara, no Maranhão, custeada pela ONC.